# Steuerzahlerbrunnen

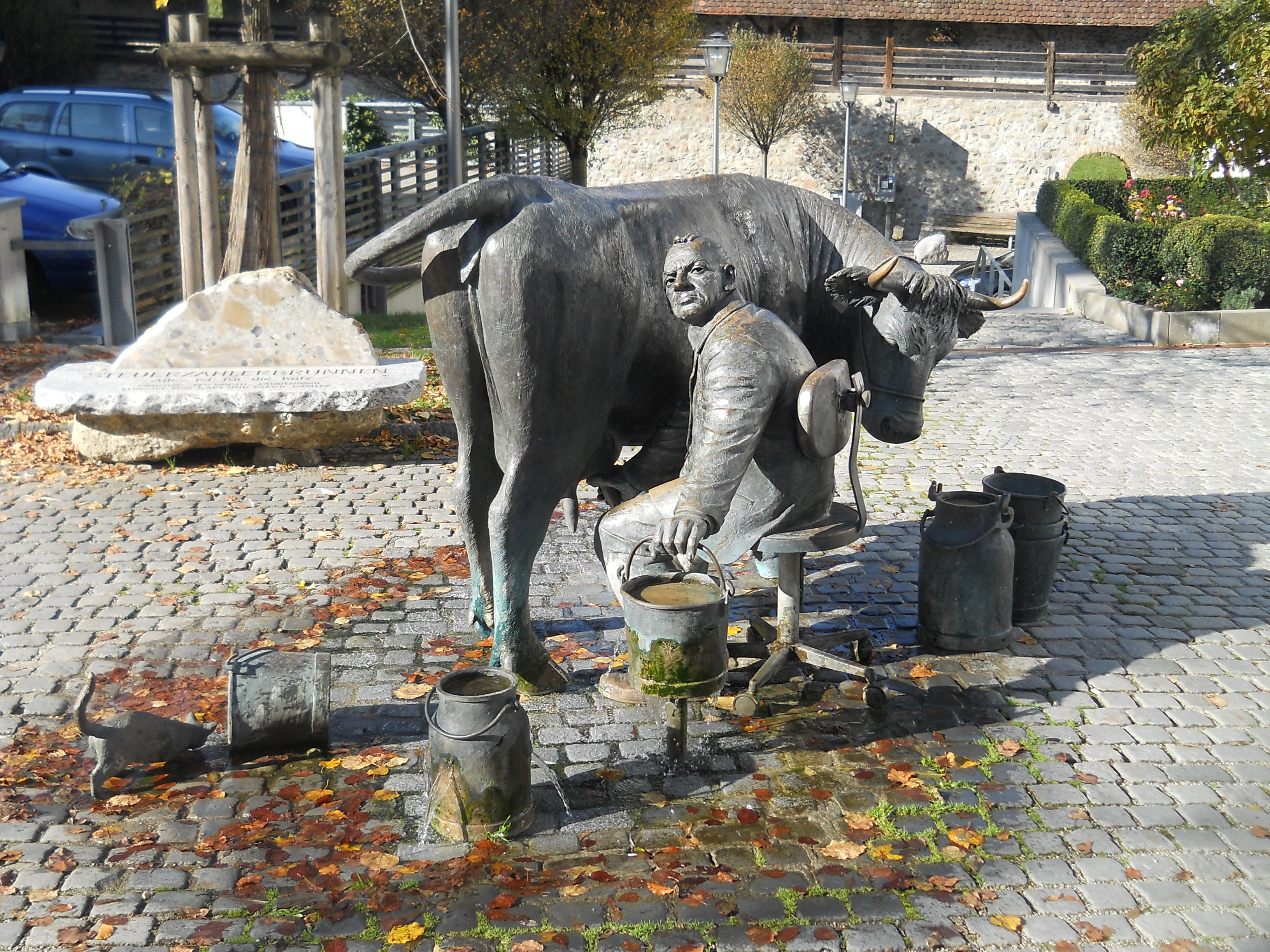
Steuerzahlerbrunnen in Isny im Allgäu

Der Steuerzahlerbrunnen ist ein Kunstwerk in der Stadt Isny im Allgäu in Baden-Württemberg, das Steuerverschwendung und Bürokratie anprangert. Er befindet sich zwischen der Wassertorstraße und der Unteren Stadtmauer.
Das Kunstwerk stammt aus dem Jahr 2000 und wurde vom Künstler Leo Wirth aus Laudenbach erschaffen, der es im Auftrag der Gebrüder Jakob und Karl Immler anfertigte. Der Brunnen ist eine Leihgabe an die Stadt Isny im Allgäu. Das Werk zeigt einen im Anzug gekleideten Mann, der auf einem Bürostuhl sitzt und eine Kuh melkt. Die Kuh beobachtet den Mann, während dieser abgewandt von der gesamten Situation blickt. Neben ihm befinden sich Eimer und Milchkannen, aus denen Wasser durch Löcher in den Wänden herausspritzt. Ein Eimer liegt umgestoßen da, aus dem eine Katze trinkt. Das Kunstwerk trägt den Untertitel „Alles für die Katz“. Die Darstellungen sind aus Bronze gefertigt. Dabei soll die Kuh den Steuerzahler abbilden, der vom Amtsschimmel (Bürokratie), dargestellt durch den Mann im Bürostuhl, gemolken wird. Durch die undichten Milchkannen und Eimer rinnen die Steuereinnahmen „den Bach hinunter“. Die trinkende Katze symbolisiert, dass der Amtsschimmel für „die Katz“ ist.

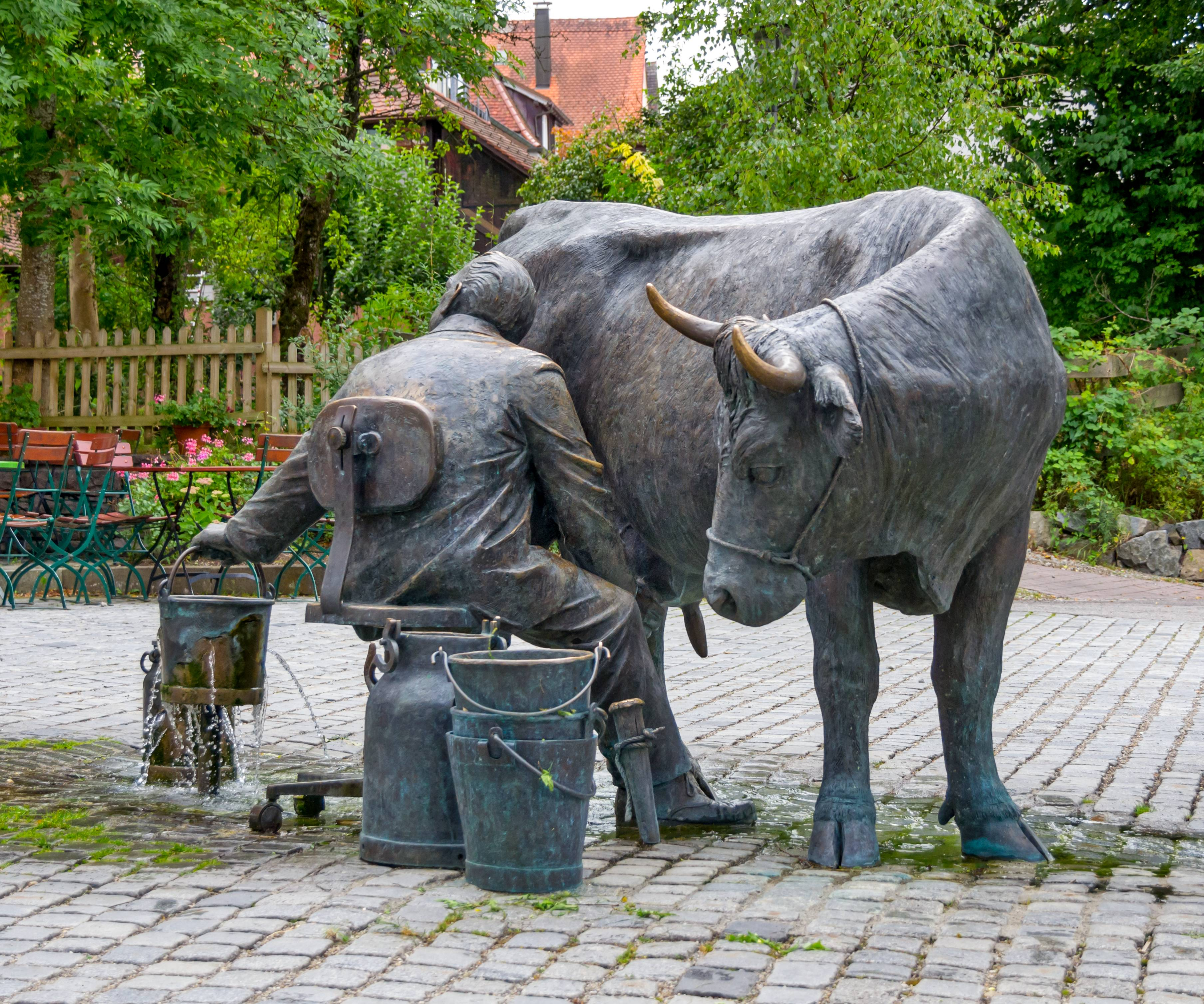
Steuerzahlerbrunnen
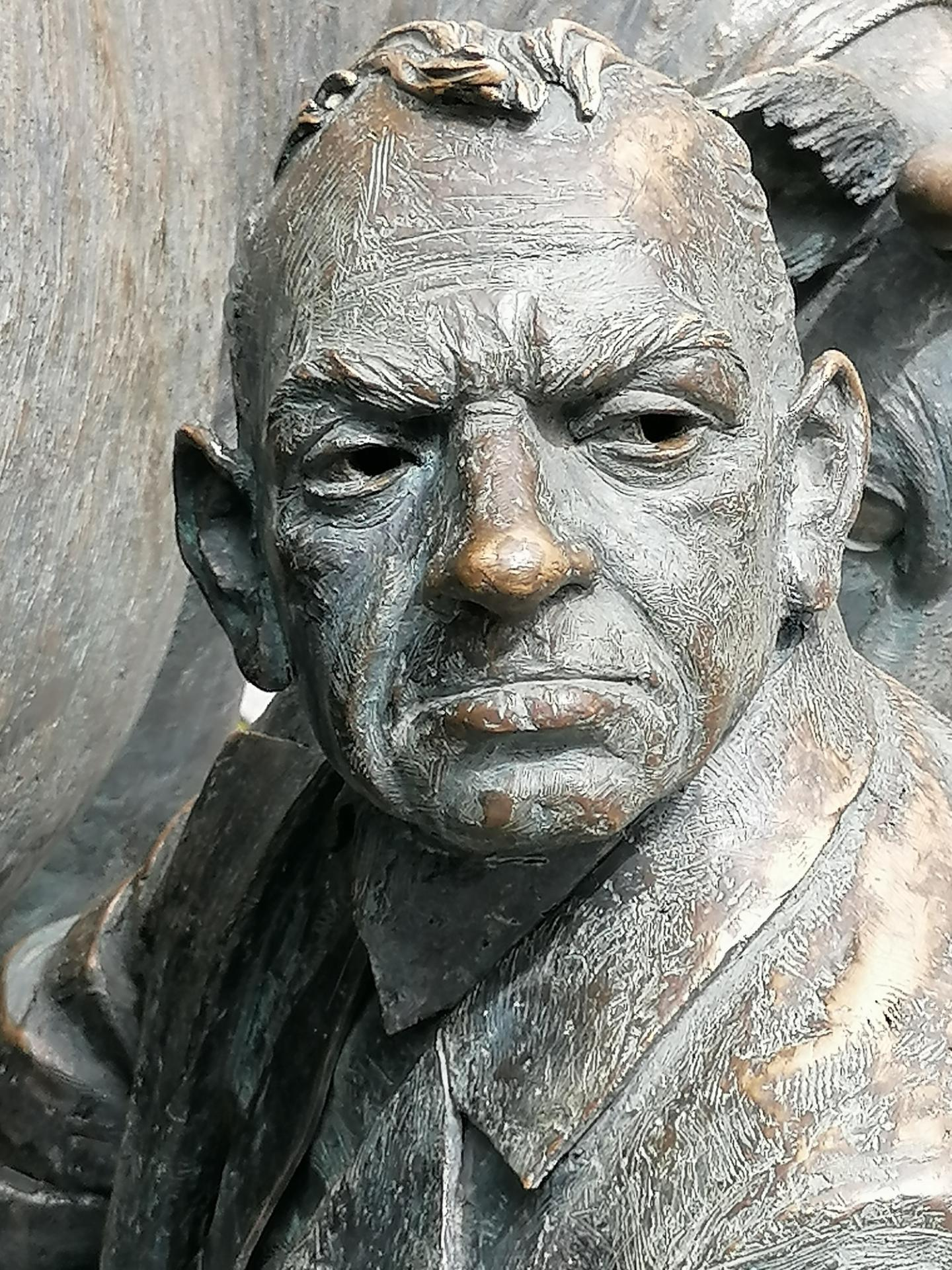
Beamter
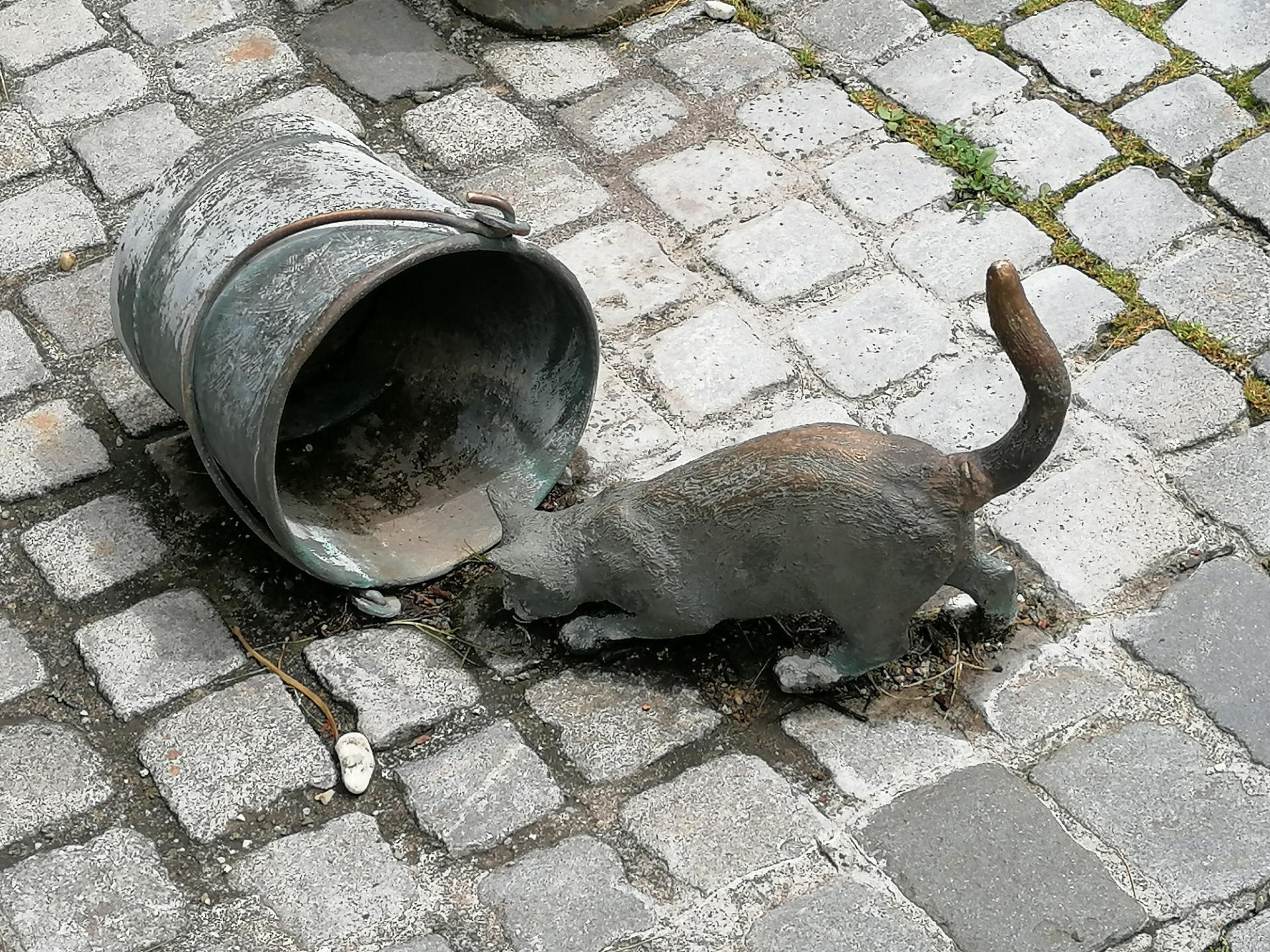
Liegender Eimer mit Katze
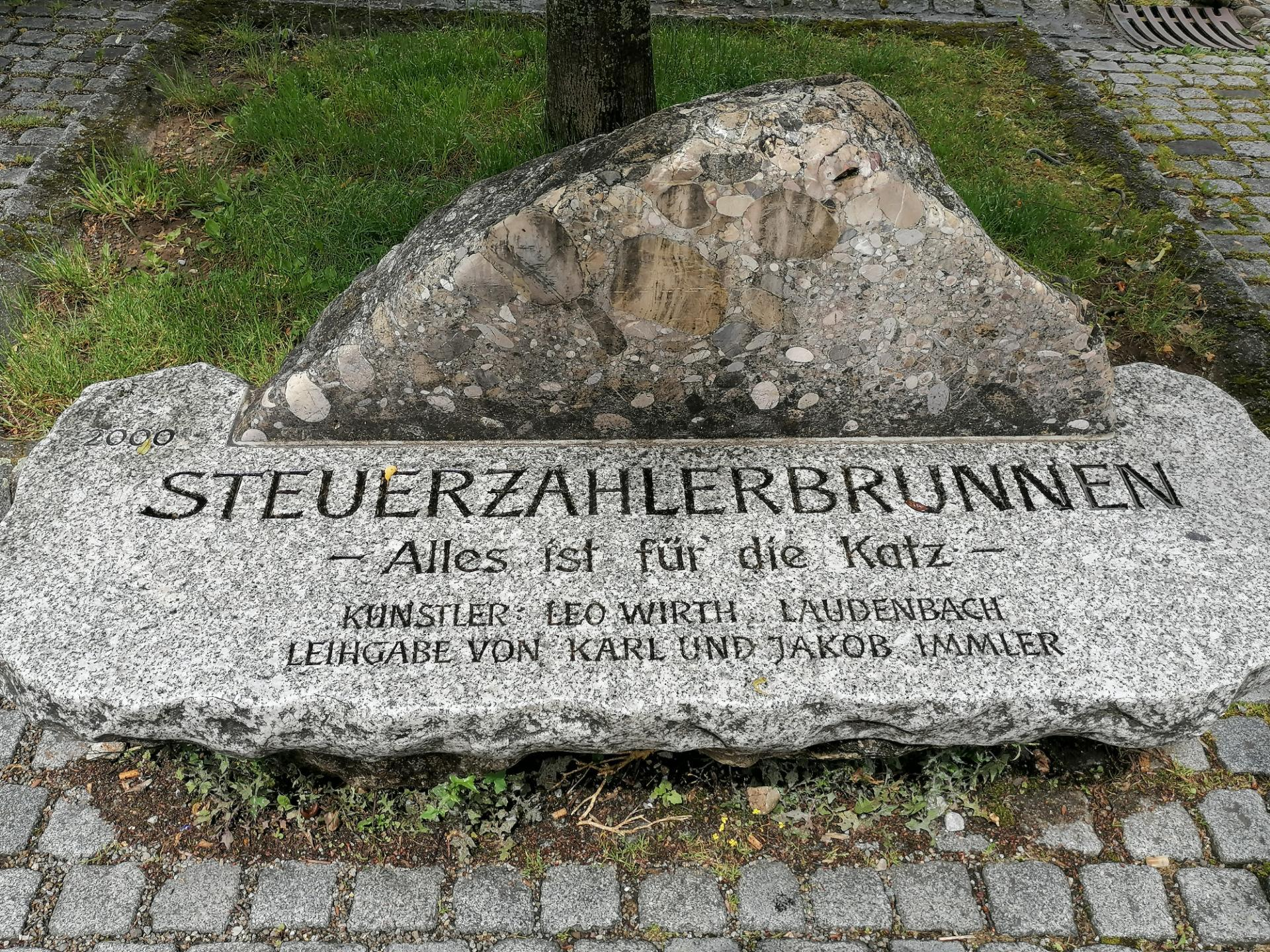
Bank mit Erläuterung